# Maurizio Arena
Maurizio Arena, właściwie Maurizio Di Lorenzo (ur. 26 grudnia 1933 w Rzymie, zm. 21 listopada 1979 tamże) – włoski aktor filmowy.

## Życiorys
Wśród najciekawszych dzieł można wymienić udział w filmie Biedni, ale piękni (1957, reż. Dino Risi) w którym grał rolę Romolo Toccacieli. W 1973 współpracował również z Florestano Vancini przy realizacji filmu Sprawa Matteottiego w którym grał rolę działacza komunistycznego. Oprócz roli tłumacza Maurizio Arena pracował m.in. jako: muzyk, scenarzysta, pisarz w filmie komediowym czy robotnik. Zmarł na zawał serca w Rzymie 21 listopada 1979 roku. Został pochowany na Cmentarzu Flamińskim.
Brat włoskiej aktorki Rossany Di Lorenzo.

## Filmografia
- La figlia del diavolo (1952) jako Corrado
- Bellezze in moto-scooter (1952)
- Siamo tutti inquilini (1953) jako Carlo
- Rzymskie wakacje (Roman Holiday, 1953) jako Młody chłopak z samochodem (niewymieniony w czołówce)
- Wilczyca (La Lupa, 1953)
- Zakochani z Villa Borghese (Villa Borghese, 1953) jako Chłopak Virginii
- Tormento d'anime (1953)
- Dzień z życia sędziego (Un Giorno in pretura, 1954) jako Lorenzo (niewymieniony w czołówce)
- Tripoli, bel suol d'amore (1954) jako Feruccio
- Peppino e la vecchia signora (1954)
- Totò e Carolina (1955) jako Mario, il ladro
- Pod znakiem Wenus (Il Segno di Venere, 1955) jako Maurice
- Rzymskie opowieści (Racconti romani, 1955) jako Mario
- Processo all'amore (1955)
- La porta dei sogni (1955) jako Silvio
- Accadde di notte (1956)
- Tempo di villeggiatura (1956) jako Checco
- Un giglio infranto (1956) jako Ferdinando
- Sangue di zingara (1956) jako Tore
- Biedni, ale piękni (Poveri ma belli, 1957) jako Romolo Toccacieli
- Czarny diabeł (Il diavolo nero, 1957) jako Ruggero
- Anioł przeleciał nad Brooklynem (Un Ángel pasó por Brooklyn, 1957) jako Alfonso
- Il cocco di mamma (1957) jako Aldo Manca
- Vacanze a Ischia (1957) jako Franco
- Belle ma povere (1957) jako Romolo Toccacieli
- Buongiorno primo amore! (1957) jako Giancarlo
- Napoli, sole mio! (1958) jako Benedetti
- Valeria ragazza poco seria (1958) jako Mario Renzetti
- Amore e guai (1958) jako Roberto
- Via col para... vento (1958) jako Alberto Pompei
- Caporale di giornata (1958) jako Felice Fornari
- Marinai, donne e guai (1959) jako Mario Santarelli
- Avventura a Capri (1959) jako Mario
- Biedni bogacze (Poveri milionari, 1959) jako Romolo
- Policarpo, ufficiale di scrittura (1959) jako Chłopiec dostarczający kwiaty
- Noi siamo due evasi (1959) jako Brygadier Francesco Curti
- Un uomo facile (1959) jako Romolo De Santis
- La duchessa di Santa Lucia (1959) jako Carlo
- Człowiek zza biurka (Il Magistrato, 1959) jako Orlando Di Giovanni
- Il terrore dell'Oklahoma (1959) jako Clay Norton
- Simpatico mascalzone (1959) jako Mario
- Il principe fusto (1960) jako Ettore
- Il carabiniere a cavallo (1961) jako Renato Gorini
- Blond muß man sein auf Capri (1961) jako Roberto Calli
- Pugni, pupe e marinai (1961) jako Alberto Mariani
- Maurizio, Peppino e le indossatrici (1961) jako Maurizio Innocenzi
- Fra' Manisco cerca guai (1961) jako Giulio
- Le magnifiche 7 (1961) jako on sam
- Marcia o crepa (1962) jako Dolce Vita
- Il giorno più corto (1963) jako Żołnierz ukryty w stogu siana (niewymieniony w czołówce)
- I soliti rapinatori a Milano (1963) jako Aldo
- Via Veneto (1964)
- Biblioteca di Studio Uno (1964) jako Toni Zanon 1 odcinek
- La fuga (1965) jako Alberto Spina
- Lalki (Le Bambole, 1965) jako Massimo
- I Spy (1966) jako Cesare 1 odcinek
- Die Hölle von Macao (1967) jako Danny
- Oni i my (Gli altri, gli altri... e noi, 1967) jako Antonio
- Las Vegas, 500 millones (1968) jako Clark
- Agnaldo, Perigo à Vista (1969)
- Mazzabubù... quante corna stanno quaggiù? (1971) jako Giuseppe
- Er più: storia d'amore e di coltello (1971) jako Bartolo Di Lorenzo
- Anche se volessi lavorare, che faccio? (1972) jako Garrone
- Storia di fifa e di coltello - Er seguito d'er più (1972) jako Bartolo Di Lorenzo
- Storia de fratelli e de cortelli (1973) jako Nino
- Sprawa Matteottiego (Die Ermordung Matteottis, 1973) jako Działacz komunistyczny
- Società a responsabilità molto limitata (1973) jako Gateano Stipoli
- Il figlioccio del padrino (1973) jako Don Vincenzo
- Il venditore di palloncini (1974) jako Romolo
- Z miłości do Ofelii (Per amare Ofelia, 1974) jako Spartacus Cesaroni
- Colpo in canna (1975) jako Padre Best
- Roma drogata: la polizia non può intervenire (1975) jako Buscemi, Sycylijczyk
- Znak Zorro (Il sogno di Zorro, 1975) jako Friar Miguel
- Un sorriso, uno schiaffo, un bacio in bocca (1975) (archiwalne zdjęcia)
- Remus i Romulus - synowie wilczycy (Remo e Romolo - storia di due figli di una lupa, 1976) jako Marte
- Biały telefon (Telefoni bianchi, 1976) jako Luciani
- La padrona è servita (1976) jako Domenico Cardona
- Vai col liscio (1976) jako Aldemiro
- Atti impuri all'italiana (1976) jako Gedeone - burmistrz
- Puttana galera! (1976) jako Marpione
- La bidonata (1977) jako Maurizio
- Pugni, dollari e spinaci (1978) jako Sammy Mannia